# FlatOut (Wii)
FlatOut es un videojuego de carreras, publicado por Zoo Games y Funbox Media exclusivamente para la Wii. Fue lanzado el 23 de noviembre de 2010  en Norteamérica y el 24 de julio de 2012 en Europa. Es el primer juego de la serie FlatOut, desarrollado por Team6 Game Studios.
La jugabilidad es similar a los juegos anteriores de la serie y está  basado en carreras con la destrucción de autos. El  arcade presenta una variedad de autos ficticios, pistas, así como cuatro modos con suporte para un jugador y multijugador.
El juego fue desarrollado después que los derechos de FlatOut dejaron de pertenecer a la compañía Empire Interactive, que publicó los juegos anteriores de la serie. FlatOut para Wii recibió mixtas, principalmente negativas, gaming press reviews que criticó la jugabilidad e inconvenientes de gestión, pero elogiaron los tipos de competición.

## Jugabilidad
El juego es similar a los juegos anteriores de la serie: se requiere pasar por competencias de carreras, abrir nuevos autos y niveles. Los automóviles, como en sus predecesores, son modelos ficticios y se dañan durante las colisiones, que se muestran como deformación de las piezas del automóvil e influyen en su comportamiento en la carretera: durante las colisiones, aparece un contador en la pantalla, Al llegar al cual el 0% marca el auto explota. Cada vehículo puede configurarse antes de la carrera, por ejemplo, cambiar el color y elegir el tipo de neumático. Si realiza varias maniobras, como patinar y saltar, entonces se repone el stock de nitro, lo que le permite acelerar más rápido. En las pistas, hay cápsulas con bonificaciones, por ejemplo, la restauración de la fortuna de un automóvil o nitro adicional.
En total hay cuatro modos: "Racing", "Stunt", "Battle Arena" y "Car Basher". Todos ellos están disponibles en un jugador y multijugador con pantalla partida para dos jugadores. En el modo "Racing" debes pasar la carrera; para el primer lugar se le da una copa de oro, para el segundo - una copa de plata, para el tercero - un bronce. En el modo "Truco", el conductor debe ser expulsado del automóvil; las tareas son sus lanzamientos a una gran distancia, a una altura y similares, y el cuerpo del conductor puede ser controlado; cuanto mejor sea el resultado, más puntos se otorgarán y, por lo tanto, mayores serán las posibilidades de ganar. En el modo Arena de batalla, debes romper los autos de los oponentes en arenas especiales, y al mismo tiempo no ser roto por ellos. En "Car Basher" (en algunos recursos de Internet denominados "Basura") necesitas romper el auto del oponente con un martillo, una sierra y muchos otros dispositivos, y El tiempo para destruir el coche es limitado; a veces se destacan algunas partes del auto, y si las golpeas en este momento, están más rotas, y cuanto más fuerte se rompe el auto a tiempo, más puntos y más posibilidades de ganar, en el cual el auto que rompió está disponible para el jugador.

## Desarrollo y lanzamiento
La creación de una nueva parte de la serie "FlatOut" comenzó en 2010, cuando los derechos de franquicia dejaron de pertenecer a la compañía Empire Interactive, que publicó los juegos anteriores de la serie. El nuevo "FlatOut" es un spin-off de la serie, fue desarrollado exclusivamente para la consola Wii por el equipo Team6 Game Studios, que tenía experiencia en la creación de juegos de carreras arcade.
Una nueva parte de la serie  FlatOut  se anunció el 4 de mayo de 2010. El proyecto conserva las características principales de sus predecesores, como competir con la destrucción de autos y acrobacias, pero también incorporó nuevos modos y características: especialmente para el control de la Wii que usa el modo Wii Remote, se desarrolló el modo "Car Basher", que debe interrumpir. el coche del oponente, abriéndolo así para las carreras. El CEO de Team6 Game Studios, Ronnie Nelis, dijo que "es un gran honor para su equipo trabajar en una franquicia tan conocida como "FlatOut". Durante el desarrollo, los creadores subieron nuevas capturas de pantalla y videos que muestran las características del juego de carreras.
FlatOut fue lanzado el 23 de noviembre de 2010 en Norteamérica y fue publicado por Zoo Games. El 27 de julio de 2012, el juego fue lanzado en Europa, donde fue publicado por Funbox Media. Además, se planeó el lanzamiento de FlatOut en Xbox 360, pero se canceló el desarrollo de esta versión.

## Recepción
El juego fue controversialmente recibido por la prensa. Algunos críticos elogiaron los gráficos y modos, pero varios críticos criticaron los controles y la jugabilidad.
El revisor del sitio web de N4G calificó FlatOut 70 de 100 posibles, observando en general buenos gráficos (en particular, una velocidad de cuadro estable y algunos efectos de partículas interesantes) y cuatro modos diferentes, pero criticó el control inconveniente a altas velocidades a través del control remoto Wii, y también noté que algunos jugadores estarán decepcionados por la falta de multijugador en línea. Como resultado, el crítico dijo: "FlatOut, por supuesto, no es el mejor juego de carreras en Wii, pero por un precio de $ 19.99, ofrece suficiente [contenido] para justificar la compra para los fanáticos de las salas de carreras".
Sin embargo, también hubo críticas negativas. En el sitio AllGame FlatOut recibió una puntuación de dos estrellas y media de cinco posibles. En la revista Nintendo Gamer, el arcade obtuvo 20 puntos de 100 posibles, y FlatOut fue llamado un juego terrible con controles "dolorosamente inexactos".